# Стационарное распределение
Стациона́рное распределе́ние цепи Маркова — это такое распределение вероятности, которое не меняется с течением времени.

## Определение
Пусть {\displaystyle \{X_{n}\}_{n\geq 0}} — однородная цепь Маркова с дискретным временем, счётным пространством состояний {\displaystyle \{1,2,\ldots \}}, и матрицей переходных вероятностей {\displaystyle P=(p_{ij}),\;i,j=1,2,\ldots }. Тогда дискретное распределение {\displaystyle \mathbf {q} =(q_{1},q_{2},\ldots )} называется стациона́рным (инвариа́нтным), если
{\displaystyle \mathbf {q} P=\mathbf {q} }.

## Замечание
Если {\displaystyle \mathbf {q} } — начальное распределение цепи {\displaystyle \{X_{n}\}}, то есть
{\displaystyle \mathbb {P} (X_{0}=i)=q_{i},\quad i\in \mathbb {N} },
то и распределение всех остальных членов {\displaystyle X_{n},n\geq 1} также совпадает с {\displaystyle \mathbf {q} }.

## Основная теорема о стационарных распределениях
Пусть {\displaystyle \{X_{n}\}_{n\geq 0}} — цепь Маркова с дискретным пространством состояний. Тогда у этой цепи существует единственное стационарное распределение тогда и только тогда, когда в множестве ее состояний найдется ровно один положительно возвратный класс.